# Нова (Хрватска)
Нова је хрватска телевизијска станица чији је власник United Media. Основана је 28. маја 2000. године у Загребу. Представља прву комерцијалну телевизију са националном концесијом у Хрватској. Од 2004. до 2018. године била је у власништву предузећа Central European Media Enterprises.
С почетком емитовања 2000. године, Нова је развила целовиту техничку, организацијску, људску и програмску инфраструктуру и поставила темеље модерне телевизије у Хрватској. Као прва национална комерцијална телевизија, Нова је уложила у изградњу, поставила и развила одабране мреже како би властитим ресурсима постигла дозу од 89 посто покривених територија и 90 посто домаћинстава у Хрватској.
Своју стратегију развоја новог канала Nova TV је започела 2008. године са дечјим каналом Мини ТВ и потпуно синхронизованим на хрватски језик који се дистрибуира путем ИПТВ-а и кабла. Први специјализовани забавни канал Дома ТВ покренут је у јануару 2011. године, док је међународни канал Nova World намењен хрватском исељеништву покренуо ове године у марту.
У марту 2019. године, Нова јавности презентује свој нови визуелни идентитет.

## Историјат

### Развој информативног програма
Из студија у земљи са 750 квадратних метара news rooma, информативни програм Nove TV 2005. године представио је средишњу информативну емисију Dnevnik Nove TV. На своју десету годишњицу информативна емисија у земљи почиње с емитирањем из новог, већег, модернијег те технолошки иновативног ТВ студија који у 2015. постаје највећи news студио у Хрватској. Иновације и нови технолошки изуми главни су адути новог ТВ студија, а једно од бројних технолошких изненађења презентовано је управо на десету годишњицу најгледанијег Дневника у Хрватској. Ради се о систему који омогућује стварање и манипулисање 3Д графикама у правом простору, па тако се у news сету додају 3Д графике које се гледаоцима показују као да су у стварном простору. ТВ студио чине ХД камере, расвета која је посебно дизајнирана и направљена за потребе новог студија те водитељски стол моделиран у 3Д облику. Видео зид површине је око 15 м² с графичким решењима док је други видео зид површине око 7 м². 3Д технолошки изум уједно је променио начин праћења парламентарних избора 2015, па је тако Nova TV у изборној ноћи употребом 3Д технологије, осликала зграду хрватског парламента те приказала прве резултате анкета, а гледатељи су уз Novu TV имали јединствену прилику кроз 3Д приказ ући у Хрватски сабор те видјети како изгледа пројекција новог сазива овог сједишта законодавне власти. Редакцију информативног програма на челу с директорицом информативног програма Ксенијом Кардум чини више од педесет новинара, дописништва у Осијеку, Сплиту, Ријеци, Пули, Дубровнику и Задру.

### Развој спортског програма
Захваљујући Novoj TV хрватски гледаоци могли су први пут пратити велики спортски догађај попут Премијер лиге или Светског купа у алпском скијању на једној комерцијалној телевизији у Хрватској. Данас признати врхунски спорташ, Мирко Филиповић, представљен је управо путем Nove TV хрватској публици којој су дотад његови спортски успеси у UFC-у били мање познати. Прва утакмица једног домаћег фудбалског клуба на комерцијалној телевизији била је на Novoj TV преносом Динамо Букурешт - Хајдук, а под уредничком палицом Жељка Веле 2013. године Nova TV је по први пута преносила фудбалски Суперкуп Хрватске између Динама и Хајдука те осигурала права једног циклуса за фудбалску Лигу шампиона. Спортски програм посљедњих неколико година понајвише је окренут спортском прегледу унутар Дневника Nove TV, али и снимцима борилачких спортова у вечерњем термину.
Од септембра 2018. године Nova TV преузела је преносе свих утакмица Хрватске репрезентације и осигурала права за пренос УЕФА Лиге нација, Европског првенства 2020. и квалификација за Светско првенство 2022.

### Развој забавног програма
Nova TV продуцирала је први хрватски ријалити шоу у властитој продукцији Story SuperNova, а потом и Story SuperNova Music Talents који су постали друштвени и медијски феномени. Први хрватски ситком Наша мала клиника долази такође из радионице Nove TV која је стратегијом његовања и улагања у домаћу продукцију створила полигон за развој независних продукцијских кућа. С годинама је Nova TV остварила бројне домаће пројекте попут талент шоуа Суперталент, забавног програма Твоје лице звучи познато, кулинарских емисија MasterChef и Celebrity MasteChef, ријалити шоуа Фарма те првом дневном драмском серијом Најбоље године.
Посебан успех Nova TV остварила је серијом Ларин избор с којом потврђује статус најгледаније телевизије у 2011. години. Серију су имали прилику гледати и гледаоци широм света, а због изузетне гледаности настао је и филм Ларин избор: Изгубљени принц као и друга сезона исте серије.
Осим наведених, Nova TV  је током своје историје емитовала и друге бројне домаће серије попут музичко-драмске серије Stella, драмских серија Зора дубровачка, Куд пукло да пукло, Златни двори, Чиста љубав те серијом настала у копродукцији босанскохерцеговачке, српске и хрватске телевизијске куће Луд, збуњен, нормалан.
Један од најдуговјечнијих формата Nove TV је емисија IN magazin. Емитује се од почетка 2009. године, а садашња уредница је Ивана Мандић. Током времена, емисија је мењала формате, трајање и термине, али тренутно се емитује сваког радног дана од 17.30 часова под водитељском палицом Мие Ковачић или Ренате Кончић.

### Развој дечијег програма
Од самог почетка програма Nova TV свакодневно у свом јутарњем програму емитује најпопуларније дечије цртане серије, а данас је за програм дечијег садржаја резервисан термин од 06.00 до 7.30 часова од понедјељка до петка те од 07.00 до 9.00 часова викендом. Тренутно се емитују анимиране серије: Суперкњига, Лило и Стич, 44 Маце: Екипа малих маца и Елена од Авал.

## Nova TV као мултимедијална компанија
Уз телевизијску производњу и емитовање, Nova TV развија и Интернет пословање. Године 2005. Nova TV уз постојећу wеб страницу novatv.hr покреће и први видео news портал dnevnik.hr те повезивањем телевизије и интернета развија стратегију мултимедијалне компаније. У 2007. Nova TV постаје и већински власник највећег блогерског сервиса blog.hr. Данас Nova TV у својој интернет групацији броји низ портала gol.hr, zadovoljna.hr, punkufer.hr те zimo.hr.
Прва је у Хрватској увела Catch Up TV и web 2.0 генерације, те међу првима у свету видео технологију Anystream која доноси најчистију слику програма на Интернету и омогућује несметано праћење видео садржаја у full screen формату. Уз сва техничка достигнућа, Nova TV је у Хрватској покренула и портал ОYО – први сервис у Хрватској који омогућује легално гледање филмова и серија путем Интернета те приступ видео садржајима на захтјев (SVOD), те покренула интернетске канале OYO cinema и OYO family.

## Друштвено-одговорно пословање
Од 2011. године Nova TV је медијски партнер и подршка „Фондацији Ана Рукавина“. Промовишу се вредности рада Фондације те сензибилизује јавност о важности саме Фондације и давања подршке њиховом деловању. Као суорганизатор концерта „Желим Живот“, подршка се реализује кроз емисије информативног и забавног програма те директан пренос догађаја. Сваке године током хуманитарног концерта прикупи се преко милион куна.
Nova TV је медијски покровитељ у кампањи удруге Europa donna Hrvatska чији је циљ подизање свести жена о раку дојке стога је продуцирала телевизијски спот емитован у програму Nova TV. У споту је Јосипа Павичић, главно лице кампање позивала на допринос у прикупљању средстава за апарат за интраоперативно зрачење.
Nova TV медијски је партнер организације „Храбри телефон“ те прати сва актуелна догађања и кампање Храброг телефона. 2013. године у оквиру кампање „Сваки пропуштени позив је пропуштена прилика“ спот Храброг телефона је приказиван на Novoj TV, док су се бројне теме из подручја заштите деце обрађивале кроз информативни и забавни програм. У 2015. сарадња је настављена кроз кампању „Храбри телефон за дјецу 116 111“. Циљ кампање је проширити глас међу децом и младима о посебној телефонској линији на којој могу добити савете за све проблеме који их муче, а Nova TV је продуцирала телевизијске спотове с овим порукама.
У 2015. Nova TV је самостално покренула пројекат хуманитарног карактера унутар ријалити шоуа Фарма. Креирана је иначица популарног селфија, израз „фелфи“, подразумева слику с неком животињом, објектом са сеоског имања или идиличним призором из природе. Пројекат је проширен на више канала; телевизију, друштвене мреже и службене web странице где су гледаоци позвани да шаљу своје фелфије. Циљ је био након што број прикупљених фелфија пређе број 150, заједно с трговачким ланцем, ШПАР помоћи донацијом посебним удружењима које брину о животињама.
У 2017. години Nova TV постаје и медијски покровитељ „Удружења Црвени носови“ чије деловање укључује пружање психосоцијалне подршке помоћу хумора и животне радости људима који су болесни, немоћни и пате, првенствено деци на лечењу у болницама.
У склопу информативног програма емитује прилог Боља Хрватска који доноси приче успешних појединаца те има друштвено користан карактер, а у склопу забавног програма то чини кроз већ пет сезоне шоуа Твоје лице звучи познато те емисије „Радна акција“.

## Награде
- Qudal за најквалитетнију телевизију 2011. с најквалитетнијим информативним и забавним програмом.
- Trusted Brend Хрватска 2011. — ТВ екипа којој се највише верује.
- Награда Miko Tripalo за унапређење демократије, слободе медија и људских права у свом информативном програму 2010. године.
- Qudal у категорији најквалитетнији телевизијски програм уопштено за 2015. годину.
- Низ награда у одабиру Вечерњаков екран, а данас Вечерњакова ружа за најбоље емисије и водитеље године.
- Сребро 2016. године у две категорије награде Promax, годишњем такмичењу изврсности на подручју промоције, маркетинга и дизајна: за најбољу продукцијску графику у информативном програму те за најбољи ТВ студио и видео зид.

## Емисије

### Dnevnik Nove TV
Dnevnik Nove TV је централна информативна емисија Nove TV. Започела с емитовањем 2005. године и најгледанија је централна информативна емисија у Хрватској. Редакцију Dnevnika Nove TV чини више од педесет новинара репортера, уредника и водитеља. Највећа гледаност од 2010. резултат аналитичности, објективности новинара и емитовања веродостојног и правовременог садржаја о свим кључним догађајима и људима из Хрватске и света. Дневник препознатљив по емитованом садржају у ванредним и изненадним ситуацијама. Дневник Nove TV препознатљив по самосталним истраживањима (Crobarometar), интервјуима бројних представника политичког и друштвеног живота, ексклузивним откривањима политичких догађаја и бројним посебним пројектима. Унутар Дневника емитује се прилог Боља Хрватска ради позитивног и друштвено корисног карактера. Боља Хрватска од 2010. доноси приче успешних појединаца који често свој рад и циљеве вежу за хуманитарне циљеве. Nove TV је прва увела концепт breaking news-a тј. ванредних вести у Хрватској.

### Провјерено
Провјерено је емисија која истражује социјалне и политичке проблеме у Хрватској, те оне експерименталне или духовите нарави. Емисија је препозната и од гледатеља ради успјешног разоткривања случајева криминала, корупције или немара власти у Хрватској. Емисија започела с емитовањем у септембру 2007, до данас емитовано више од 400 епизода у 11 сезона емитовања. Прве две сезоне емисију је водила Марија Михољек, а од 2009. водитељску палицу преузима Ивана Параџиковић. Емисија је добила бројне награде и признања, а данашња водитељица Ивана Параџиковић добила је награду Јошко Кулушић за допринос у заштити и промовисању људских права на подручју медијског деловања, а новинари Маја Медаковић и Јосипа Ћирић награђене су за промовисање вриједности образовања удруге Прагма.

### IN magazin
IN magazin је лајфстајл дневни магазин који се од 2009. приказује на Novoj TV. Емисија се бави широким дијапазоном тема кроз низ рубрика, доноси бројне интервјуе с домаћим и страним звездама, практичне савете о љепоти и домаћинству, путописе и репортаже снимљене диљем земље и света. Од почетка емитовања снимљено је више од 2000 емисија. Редакција IN magazina броји 50-так запосленика и сарадника. Дугогодишња уредница емисије је Ивана Мандић, а водитељи су Миа Ковачић и Рената Кончић Минеа.

## Домаћа продукција забавног програма

### Наша мала клиника
Наша мала клиника је први ситком Nove TV и једна од најгледанијих домаћих хумористичних серија. Nova TV 2004. године на мале екране доноси серију која је окупила завидан број хрватских реномираних глумачких имена. Снимљено је укупно 4 сезоне и 112 епизода, а овај једносатни ТВ ситком срушио је све рекорде гледаности. Серија је настала према сценарију Марка Покорног и Бранка Ђурића – Ђуре који је уједно и режисер серије. Радња серије смештена је у малу клинику у којој се међу пацијентима и лекарским конзилијумом, поред озбиљних ствари, као што је опстанак клинике, догађају бројне комичне перипетије. Лекари, специјалисти Наше мале клинике су примариус, проф. др. Анте Гузина, хирург др. Вељко Кунић, интернист др. Фрањо Славичек, стажист др. Тони Гргеч, дерматологиња др. Лили Штрига, ту је и пословна директорица Сања Гроспић те неизбежни портир Шемсудин Дино Поплава и др. Популарне ликове тумаче глумци Ивица Видовић, Дубравка Остојић, Јадранка Ђокић, Горан Навојец, Рене Биторајац, Ранко Зидарић, Бојана Грегорић, Филип Шоваговић, Дамир Лончар и Енис Бешлагић. Серија је 2008. примила награду Вечерњаков екран. Од 2017. године права за приказивање преузима RTL Group која серију приказује на својим каналима РТЛ и РТЛ коцкица.

### Најбоље године
Најбоље године је хрватска драмско-породична серија која се емитовала у дневном ритму од 2009. године. Режисери серије су Младен Диздар, Роберт Орхел, Горан Рукавина, Кристијан Милић и Невен Хитрец, креативни продуцент је Миливој Пухловски, а сценаристи Ана Шимичић, Ива Филаковац, Саша Подгорелец. Због ове драмске серије изграђено је цело село, те је за разлику од свих дотадашњих хрватских играних дневних серија готово половина сцена снимљена у екстеријерима. Приликом снимања серије кориштена је најмодернија ХД технологија. Радња серије се врти око живота неколико сеоских породица, њихових проблема и љубавних згода и незгода, а у средишту пажње је градска девојка Лорена, која се враћа у село како би продала кућу коју је наследила од покојне мајке. Међу маштовитим и бројним ликовима, односно глумцима који су их тумачили, нашла се врхунска постава са глумцима као што су Катарина Радивојевић, Јанко Поповић Воларић, Амар Буквић, Марија Борић, Жарко Поточњак, Младен Чутура, Барбара Роко, Леона Парамински, Хрвоје Хорват те многи други. Серија је настала у властитој производњи Nove TV те је на њезином стварању, снимању и реализацији суделовао тим ентузијаста и професионалаца Nove TV. Прва сезона има укупно 152 епизода, а Nova TV је продуцирала и емитовала и другу сезону серије од 166 епизода која се премијерно емитовала у 2010. и 2011. години.

### Ларин избор
Ларин избор је серија настала у продукцији Nove TV која је освојила како Хрватску тако и регију. Серија је продана у више од 40 земаља света. Прву сезону од 182 епизода, Nova TV је емитовала 2011. и 2012. године, а другу сезону од 162 епизоде Nova TV приказује 2012. и 2013. године. Аутор концепта и супервизор пројекта је Јелена Вељача, креативни продуцент Бранко Иванда, режисери Томислав Рукавина, Кристијан Милић, Роберт Орхел, Младен Диздар, главни писац је Томислав Хрпка, а уредник приче Милијан Ивезић. Успешност серије прерасла је и у филмски хит који је рушио рекорде гледаности у кинима 2012. године Ларин избор: Изгубљени принц. Ларин избор представио је и прославио главну глумицу серије Дорис Пинчић Рогозницу која је данас једна од главних водитељица РТЛ телевизије, а осим ње у серији су ликове тумачили бројни познати глумци: Иван Херцег, Еција Ојданић, Фране Перишин, Стефан Капичић, Филип Јуричић, Марија Кохн, Младен Вулић, Тамара Гарбајс, Сања Вејновић, и бројни други. Ларин избор је напета љубавна прича која мора пребродити бројне запреке. Ово је прича о избору једне жене између два мушкарца, избору између каријере и породице, те оданости и битке за преживљавањем. Главне ликове Лару и Јашу раздвоји море када Јаша мора отићи на далек пут остављајући Лару на милост и немилост своје зле мајке. Лара је заточена у, за њу, страном елитном свету далматинске аристокрације. Емоционални успони и падови, шокантни обрти и једна судбина држе константне тензије и заокупљају пажњу током целе радње серије.

### Stella
Stella је прва музичко-драмска серија настала у продукцији Nove TV 2013. године. Аутор и креативни продуцент те главни писац је Јелена Вељача. Уредник приче је Нада Мирковић, режисери Младен Диздар и Бранко Иванда, музичка продукција Ивана Хусар Млинац и Мартина Томичић, директор фотографије Мишо Орепић. Јасмина (Семента Рајхард) се пријављује на талент шоу Stella у нади да ће својим изузетним певачким способностима освојити главну награду и тако спасити мајчин живот. Мајка је тешко болесна, а новчана награда обећана победнику Stelle једина је нада за њезино лечење. Јасмини за победу неће бити довољан ретко виђен талент јер њезина највећа супарница Лана (Ванда Винтер) је спремна на све. И док Јасмину на путу од трња према звездама води борба за мајчин живот, Лана жели победу како би освојила мајчину љубав. Зато амбициозна и изразито талентована Лана нема намеру препустити трон најбоље никоме. У серији глуме Семента Рајхард, Ванда Винтер, Иван Гловацки, Линда Бегоња, Младен Вулић, Бојана Грегорић Вејзовић, Небојша Глоговац, Стјепан Перић, Петра Дуганџић, Ведран Комерички.

### Над липом 35
Над липом 35 је хумористично-музички шоу настао у продукцији Nove TV, снимљено је укупно 3 сезоне, а премијерно се емитовао од 2006. године. Аутор, уредник и сценарист серијала је Стево Цвикић. Био је то до тада највећи домаћи пројект Nove TV који је ујединио хумор и музику у шоу велике продукције који је окупио чак 12 глумаца, те највеће звезде хрватске естраде, кућни бенд и прегршт хумора. Шоу кроз игране делове поприма елементе ситкома захваљујући изврсном сценарију Стеве Цвикића. Становницима зграде у суседству проблеме ствара локал у приземљу који за гаже ангажује наступе певача. Неретко је отворена и тераса на којој не баш тихо свира четверочлани бенд и гостујући певачи. Власник локала је конобар који сваког познаје, у све је упућен и на све има коментар, баш као и његове редовне муштерије, те они који често навраћају – локална новинарка или певачица у успону. И све би било у највеселијем реду да изнад локала не живе станари којима се догађања из приземља нимало не свиђају – старији брачни пар, комшиница усиделица и представник станара. У шоу глуме Едо Вујић, Елизабета Кукић, Јадранка Матковић, Дамир Михановић – Ћуби, Ивица Задро, Жарко Поточњак, Бранимир Видић – Флика, Нивес Иванковић, Мирна Марас и бројни други. Ово је забавна ТВ емисија.

### Заувијек сусједи
Заувијек сусједи је прва дневна хумористична серија која је с емитовањем кренула 24. септембра 2007. на програму Nove TV. Аутор серије је Даниел Кушан, а главну глумачку поставу чине Љубомир Керекеш, Дарко Јанеш, Тамара Шолетић, Јелена Вукмирица, а радња се догађа у једној загребачкој згради у којој живе динамичне комшије који увијек упадну у невоље, а направе их управо најбољи пријатељи. Они ће бити заувијек сусједи.

### Куд пукло да пукло
Куд пукло да пукло је драмска серија с елементима хумора настала у продукцији комерцијалне телевизије Nova TV. С емитовањем је започела у јесен 2014. Прва сезона серије садржи 171 епизоду, а друга сезона 179 епизода. Емитовање је започело у јесен 2015. и завршило је у јуну 2016. Аутори и главни писци серије су Владо Булић и Мирна Миличић, продуцент Сања Туцман, а креативни продуцент је Горан Рукавина, режисери Кристијан Милић, Иван Павличић, Станислав Томић, Роберт Орхел, директор фотографије Марио Ољача, Драган Марковић. Већ с првом сезоном серија је зарадила титулу најгледаније драмске серије у 2014. и у 2015. години, а тај статус је задржала и са својом другом сезоном која је с емитовањем започела 2015. У 2015. уз серију је свакодневно у просеку било више од 600 хиљада гледаоца. Серија је препозната што у регији што широм света, те је до сада откупљена у више од 30 земаља. Узбудљива радња, хумористични дијалози те савршено уиграна глумачка екипа (Миодраг Кривокапић, Милан Штрљић, Жарко Радић. Мирна Медаковић, Момчило Оташевић, Барбара Вицковић, Сузана Николић, Сања Вејновић, Жељко Перван, Јанко Поповић Воларић, Миран Курспахић, Асим Угљен, Стјепан Перић, Весна Томинац, Тијана Печенчић и др.) рецепт је за успех ове серије.

### Златни двори
Златни двори је дневна драмска серија у продукцији Nove TV креативног продуцента и режисера Дражена Жарковића, док сценарио потписује Бранко Ружић. Окосницу серије 'Златни двори' чини јака љубавна прича између Ане и Петра којег тумачи Матко Кнешаурек. Петар је млад богаташ који је помало лакомислен, неодговоран и заведен сјајем властитог, породичног богатства, али у дубини душе поштен и добронамеран. Осим Катарине и Матка, у серији тумаче низ јаких имена хрватског глумишта попут Душка Валентића, Петре Дуганџић, Еције Ојданић, Милана Штрљића, Јана Керекеша, Марка Торјанца, Роберта Курбаша, Тамаре Шолетић и бројних других.

### Твоје лице звучи познато
Твоје лице звучи познато је лиценцни шоу Endemol Shinea оригиналног назива Your Face Sounds Familiar у продукцији Nove TV. Већ с првом сезоном 2014. на Novoj TV обара све рекорде гледаности. Шоу је зарадио титулу најгледаније забавне емисије посљедњих седам година. Тренутно се приказује четврта сезона. У забавном музичком спектаклу позната лица из јавног живота имају прилику тумачити музичке легенде с домаће и светске музичке сцене, односно, реинтерпретирати неке од њихових највећих хитова, спотова, наступа. Ово је један од најзабавнијих формата на свету, такмичари имају могућност публици се приказати у неком новом светлу – као певачи и плесачи истовремено, али и имитатори и забављачи. Сви такмичари у шоу суделују до самог финала. Само је један победник у свакој емисији, те он својим трудом и креативношћу доноси "победу" некоме коме је она стварно потребна - јер овај шоу је хуманитарног карактера. Осам такмичара кроз 13 епизода својим наступом освајају бодове, а победник емисије додељује донацију једном хуманитарном удружењу. Водитељи шоуа су Игор Мешин и Рене Биторајац. Наступе оцењује стручни жири чију поставу у првој сезони чине Сандра Багарић, Горан Навојец и Томо ин дер Милен, а у другој сезони умјесто Г. Навојца у жирију сједи Бранко Ђурић Ђуро. Победник прве сезоне био је Марио Петрековић, у другој је победио Саша Лозар, у трећој Дамир Кеџо, а у четвртој Нивес Целзијус.

### Фарма
Фарма је ријалити шоу Nove TV лиценце продукцијске куће Strix. У  Хрватској су гледаоци имали прилику погледати успешне три селебрити издања шоуа који је сваки пут заслужено понио титулу ТВ пројекта године. Од 2008. Nova TV је емитовала укупно пет сезона, а посљедња се продуцирала 2017. године. Од фармера се очекује да буду спремни издржати дуже време без мобитела, рачунара и одрећи се удобности властитог кревета, да буду довољно храбри да раде и живе на фарми удаљеној од цивилизације и буду спремни прихватити све изазове који ће их дочекати на осамљеном сеоском имању. Широм света обе варијанте шоуа остварују изразиту популарност и велики успех. До сада је под овом лиценцом продуцирано више од 4000 епизода у више од 50 земаља (укупно 100 сезона).

### Суперталент
Суперталент, односно талент шоу назива Got talent, један је од светски најпопуларнијих ТВ формата, аутора Сајмона Кауела и Кена Варвика, носитељ лиценце је FremantleMedia, Talkback Thames и Syco. Три сезоне приказане су на Novoj TV у периоду од 2009. – 2012, а у 2016. Nova TV доноси и четврту сезону шоуа (7 аудицијских и 7 емисија уживо). Водитељи шоуа су Игор Мешин и Рене Биторајац. Преко 500 милиона гледаоца уживало је у Суперталент формату широм света, од првог емитовања Britain’s Got Talent 2006. године, до данас. Суперталент је награђивани глобални хит који руши рекорде гледаности у целом свету. Кроз три сезоне у Хрватској прошао је низ невероватних талентованих такмичара, од самих аудиција до краја успешних сезона, који својим талентима нису нимало заостајали за онима из осталих сличних шоуа међу којима су и велики хитови America's Got Talent и Britain's Got Talent који су и у 2015. години зарадили титулу ТОП формата. Постао је један од најуспешнијих брендова на свету и још расте те посматрајући резултате широм света, с лакоћом се може тврдити како овај формат постиже континуирани глобални успех. Got talent формат се емитује у више од 60 земаља, а број и даље расте. Шоу представља плесаче, певаче, комичаре, мађионичаре, илузионисте и друге занимљиве талентоване извођаче свих узраста. Популарни шоу носитељ је бројних награда, 2014. године је ушао и у Гинисову књигу рекорда као најуспешнији талент шоу на свету.

### MasterChef Hrvatska
У продукцији Nove TV емитоване су укупно три сезоне шоуа MasterChef, те две сезоне Celebrity MasterChefa. Носитељ лиценце је Endemol Shine. У MasterChefu се такмиче профили различитих професија, годишњих група и образовања, док су у Celebrity MasterChefu такмичари познати уметници, спорташи, глумци, певачи који се желе окушати у јединственом ТВ формату у којем имају прилику показати своја кулинарска умећа. Захтевни задаци, трка с временом и маштовитост употребе намирница зачињени вештином украшавања хране, кроз овај забавни и напети шоу тестирају креативност и живце такмичара шоуа. Све се то одвија под будним оком стручног жирија који је састављен од највећих хрватских кулинарских стручњака, уметника и критичара, који  својим знањем и професионалним искуством доприносе врхунским кулинарским подухватима и узбудљивом такмичењу. MasterChef је већ у првој сезони приковао гледаоце за мали екран, а само финале пратило је 725 хиљада гледаоца. Шоу је допринио промени односа Хрвата према храни, промовисао квалитету гастрономије и потакнуо већи број уписа у кухарске школе. У жирију MasterChefa били су врхунски шефови Мате Јанковић, Андреј Барбиери, Дино Галвагно, Ана Гргић те гастро стручњак, режисер и писац Радован Марчић.